# Puisqu'il faut se lever
Puisqu'il faut se lever était une émission matinale de radio animée par Paul Arcand à Montréal au 98,5 FM.
L'émission de radio domine le palmarès des cotes d'écoutes matinales avec une moyenne de 101 120 auditeurs par minute (juin 2015).
La dernière émission est diffusée le 14 juin 2024.

## Les collaborateurs de l'émission
Tous les matins, une équipe stable entoure Paul Arcand.
- Alain Crête, sports
- Catherine Brisson, arts et spectacles
- Esther Morin, journaliste
- Marc Brière, circulation
- Bernard Drainville, politique
- MC Gilles, chansons du terroir
- Marie-Laurence Delainey, affaires judiciaires
- Pierre-Yves McSween, économie
- Richard Châteauvert, États-Unis
- Sylvain Ménard, musique
- Luc Ferrandez, opinion
- Nathalie Normandeau, opinion
- Elisabeth Crête, médias sociaux
- Fabrice de Pierrebourg, actualité internationale
- Ray Lalonde, sports
- Richard Marquis, production et réalisation

## Les anciens collaborateurs de l'émission
- Claude Poirier, affaires judiciaires
- Dominic Arpin, Web et média sociaux
- Marie-France Bazzo, opinion
- Martine Desjardins, opinion
- René Vézina, économie
- Jean Lapierre, politique
- Mario Dumont, opinion
- Pierre Curzi, opinion
- Monic Néron, affaires judiciaires
- Esther Bégin, nouvelles
- Dre Christiane Laberge, santé
- Lise Ravary, opinion
- Alexandre Taillefer, opinion
- Emile Proulx-Cloutier, environnement
- Émilie Perreault, livres